# Hans van de Haar (voetballer)
Johannes Gerhard ("Hans") van de Haar (Amersfoort, 1 februari 1975) is een Nederlands voetbalcoach en voormalig voetballer.
Van de Haar speelde in de jeugd van Elinkwijk, FC Utrecht en stapte later over naar Ajax. Zijn debuut in het betaalde voetbal vond plaats op 1 oktober 1994, voor Haarlem tegen Fortuna Sittard (1-4 verlies). In 1996 koos Van de Haar voor een avontuur in de Eredivisie bij De Graafschap. Drie jaar later ging hij voor het eerst het buitenland opzoeken, bij KFC Uerdingen 05. Later speelde hij ook voor SSV Ulm 1846 en SW Bregenz. In 2001 keerde Van de Haar terug bij De Graafschap, waarvoor hij zestien doelpunten maakte in twee seizoenen. FC Utrecht bood hem een kans, maar na één seizoen vertrok de spits weer en zocht hij zijn heil bij RKC Waalwijk. Op 32-jarige leeftijd stapte hij over naar ADO Den Haag, waarna hij vertrok naar AGOVV Apeldoorn.
Vanaf mei 2010 kwam hij uit voor Dayton Dutch Lions, waar hij een contract voor drie maanden tekende. Vanaf augustus 2010 speelde hij in de Topklasse voor Spakenburg. In 2013 werd hij hoofdtrainer van FC Lienden. Vanaf het seizoen 2016/17 ging hij aan de slag als coach van SV Spakenburg in de nieuwe Tweede divisie, waar Spakenburg zich voor plaatste onder leiding van Van de Haars voorganger Jochem Twisker. Naast hoofdtrainer van Spakenburg werd hij tevens assistent van trainer Erik ten Hag bij FC Utrecht. Spakenburg stelde Van de Haar in januari 2017 op non-actief. Vanaf 2018 was Van de Haar wederom hoofdtrainer van FC Lienden. In december 2018 maakte de club bekend dat het zich terugtrok uit de tweede divisie, maar mede op initiatief van Van de Haar ging FC Lienden toch verder. Vanaf het seizoen 2020/21 is Van der Haar trainer van SV TEC.

## Erelijst
FC Utrecht
- KNVB beker: 2002/03, 2003/04